# 紅山公園

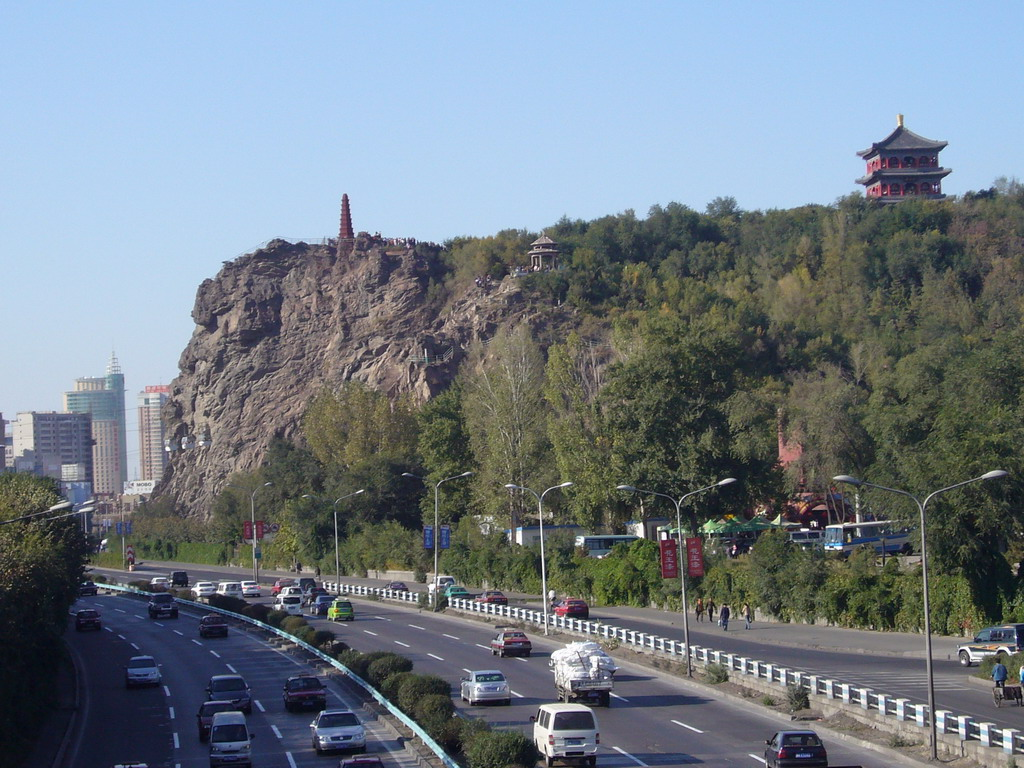
紅山の断崖上に9層の鎮龍宝塔が見える

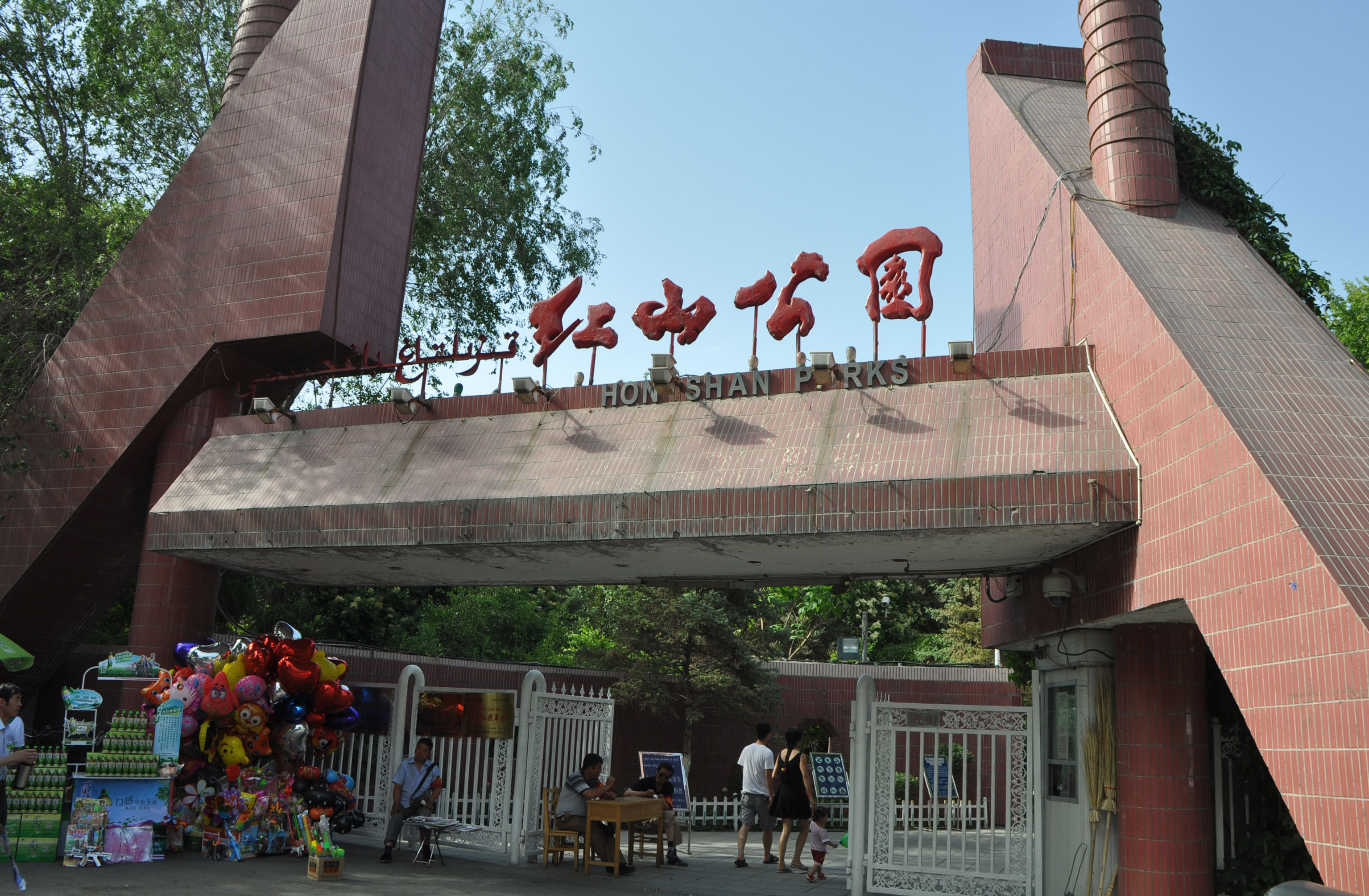
紅山公園への入り口

紅山公園（こうざんこうえん、中国語: 红山公园）は新疆ウイグル自治区ウルムチ市内にある公園である。住所は市内水磨溝区紅山路北一巷40号40番地である（北緯43度48分31秒 東経87度36分16秒 / 北緯43.808562度 東経87.60455度）。公園内にある紅山（ウイグル語：قىزىلتاغ、ラテン文字：Qiziltagh）にちなんで名付けられた国家4A級の景勝地。
紅山公園はウルムチの中心部で、ウルムチ川の東岸に位置している。公園の中の紅山は、公園の西端のペルム紀の砂岩でできている断崖が赤色なのでそう名付けられていて、紅山は海抜910.6メートルである。 
紅山の頂上にはレンガ造りの塔があり、相対している雅瑪里克山のレンガ造りの塔と向かい合っていて、これら2つをまとめて「鎮龍宝塔」と呼び、ウルムチ川の龍を鎮めるためという。 このレンガ塔は1788年に建てられ、高さは10.6メートルで、6面と9層の頑丈なレンガ造りの塔である。「塔映夕陽」はウルムチの「古八景」のひとつで、陽が沈むと赤い山がさらに赤くなり、塔が夕日に長い影を投げかける。この塔については多くの伝説がある。
紅山はかつては荒れるに任せた丘であった。 1958年以来、ウルムチ市政府は約40万人の兵士と一般市民を動員して紅山の近くに木を植え、石を切って土を替え、水路を修復して水を引き、元々は不毛の丘を木々が茂るようにした。過去には、ウルムチには花や木がほとんどなく、清朝の詩人・蕭雄は「花従内地旨移栽、半畏寒多不肯開」（花は内地から移植され、半分の寒さで開くのを嫌がる）と詠んでいる。現在、紅山公園には草木が馥郁と茂り、緑化面積は58ヘクタールで、緑化率は97.46％になり、過去の荒れるに任せた話は消えている。 
1985年5月、紅山公園が正式にオープンした。公園面積は870畝（58エーカー）である。 園内には、アヘン戦争後に新疆の北部・イリ地方へ左遷されたが、そこで善政を敷いて良民に慕われた清の政治家・林則徐の像がある。
ウルムチ林業局（園林管理局）によると、ウルムチ人民公園と紅山公園の娯楽施設はすべて2011年12月31日までに撤去する予定である。

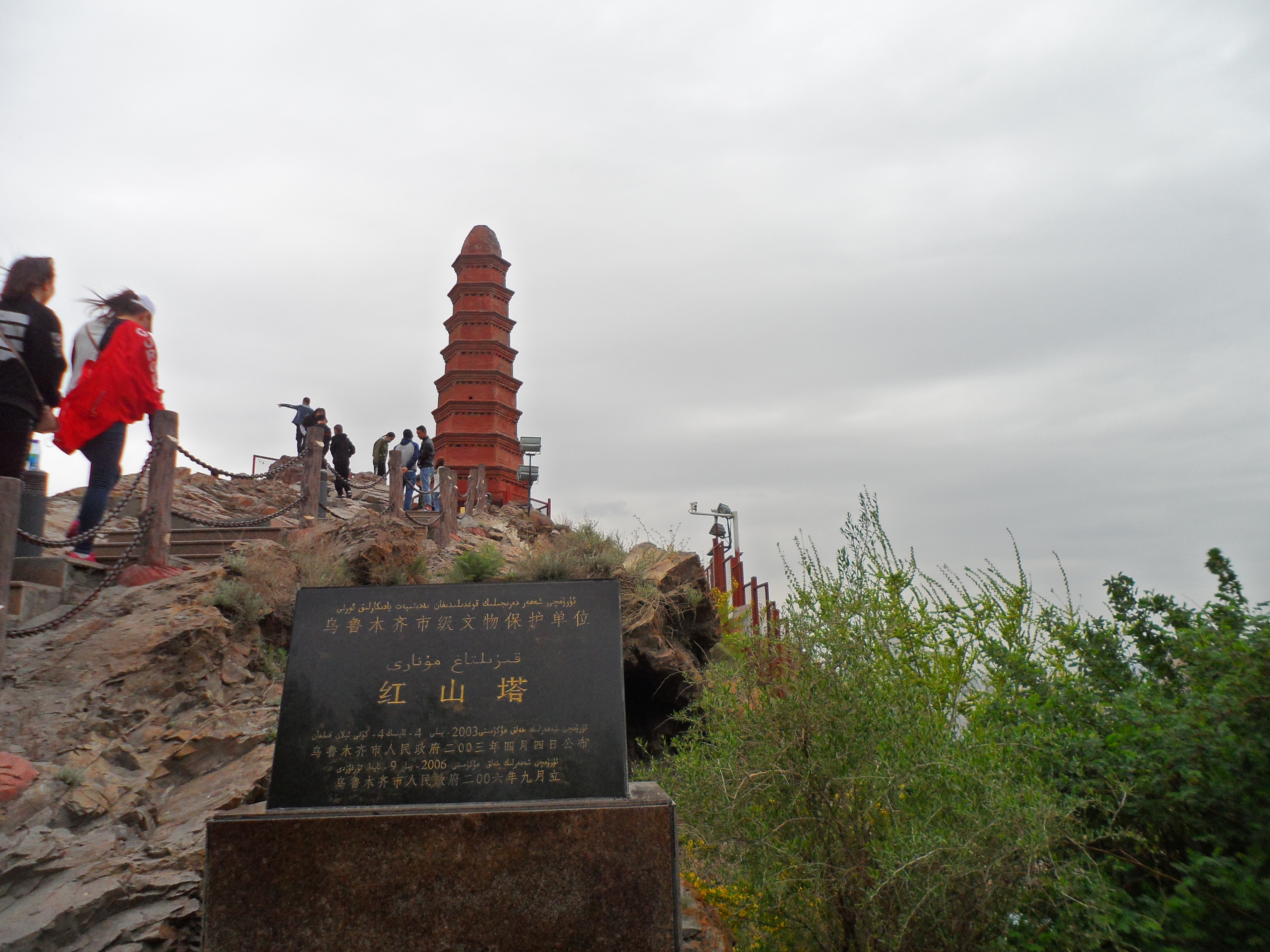
公園の鎮龍宝塔に近づく
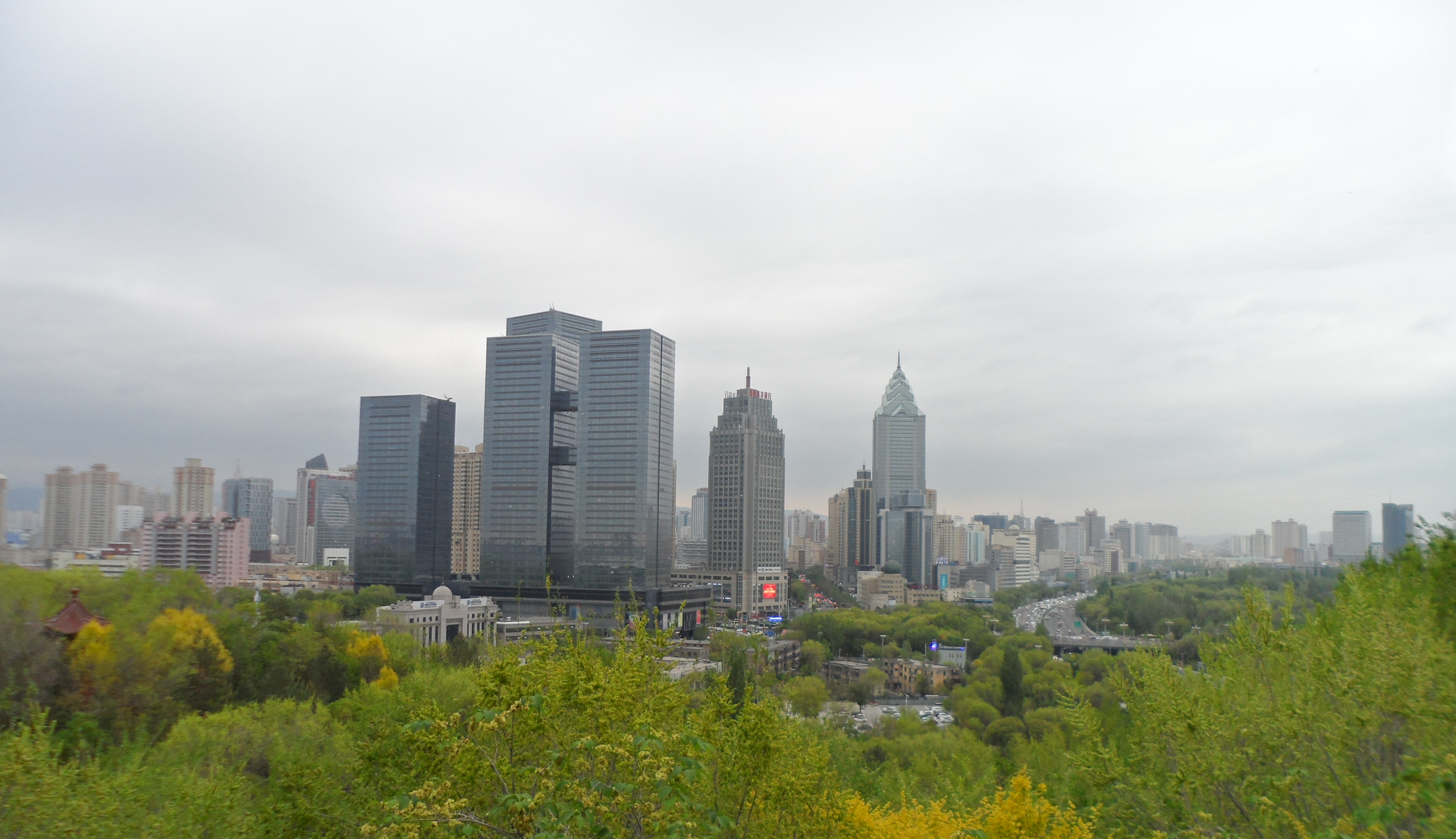
公園からウルムチ市中心部を遠望
林則徐の像
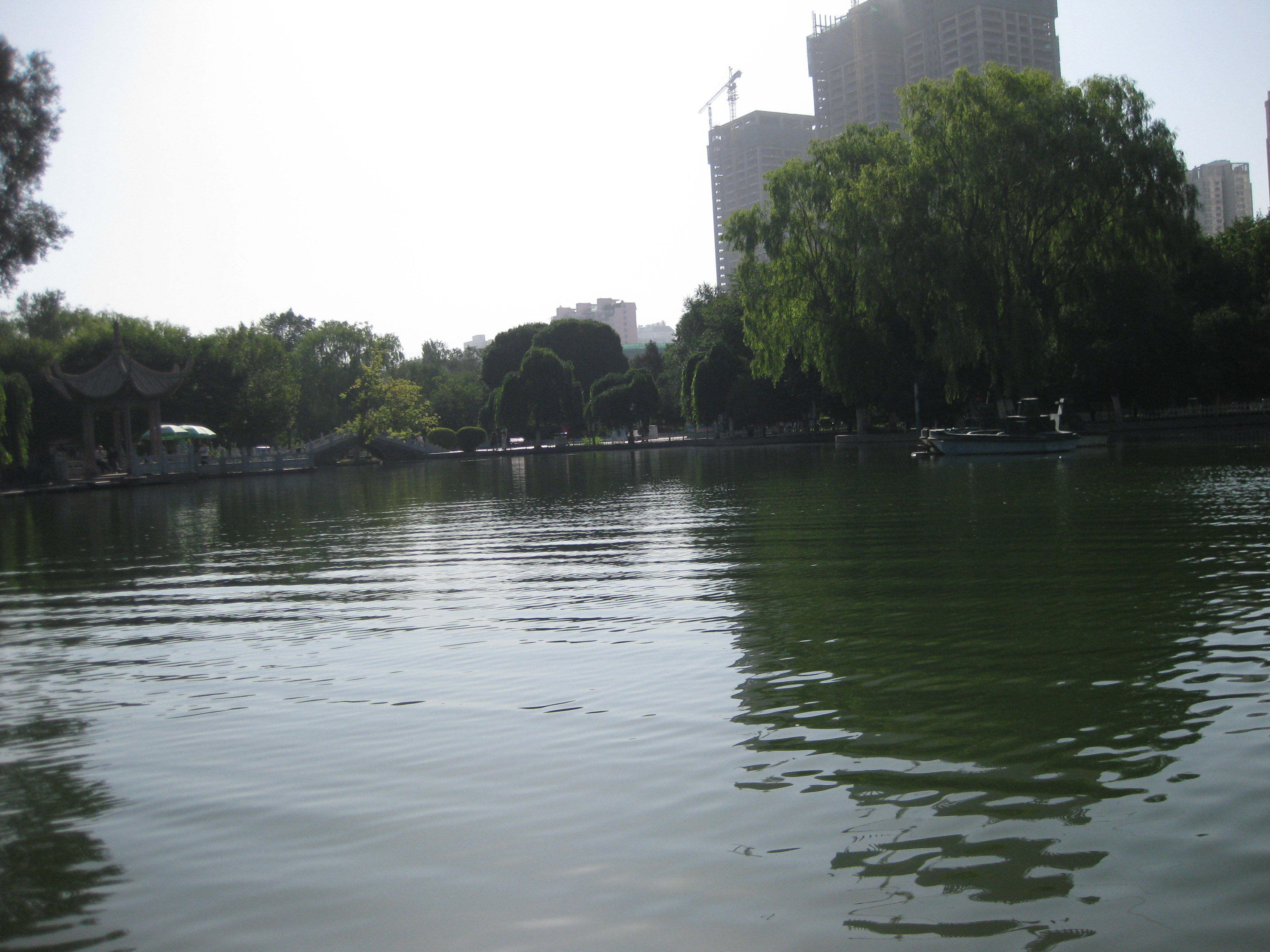
池もある

## 参照項目
- ウルムチ市の観光名所
- 林則徐